# Carolina Valencia
Carolina Valencia, destacada deportista mexicana de la especialidad de halterofilia quien fue campeona de Centroamérica y del Caribe en Mayagüez 2010.

## Trayectoria
La trayectoria deportiva de Carolina Valencia comenzó con ballet, en Chetumal inicio con atletismo donde poco después participando en un campeonato estatal de atletismo como corredora de los 100 metros, en ella tuvo una lesión.
Después se identifico por su participación en los siguientes eventos nacionales e internacionales:

### Juegos Centroamericanos y del Caribe
Fue reconocido su triunfo de ser la halterófila con el mayor número de medallas de la selección de  México en los juegos de Mayagüez 2010.

#### Juegos Centroamericanos y del Caribe de Mayagüez 2010
Su desempeño en la vigésima primera edición de los juegos, se identificó por ser la halterófila con el mayor número de medallas entre todos los participantes del evento, con un total de 3 medallas:

- , Medalla de oro: 48 kg
- , Medalla de oro: 48 kg Arrancada
- , Medalla de oro: 48 kg Envión

Ahí mismo impulso dos récords centroamericanos.impulso mexicano
Entre otras cosas, fue doble campeona centroamericana (Cartagena 2006, Mayagüez 2010).
Campeona de los Juegos Panamericanos de Río de Janeiro en el 2007.Juegos Olímpicos de Río de Janeiro 2016